# Gisela João
Gisela João Gomes Remelhe (Barcelos, Barcelos, 6 de novembro de 1983) mais conhecida como Gisela João é uma fadista portuguesa.

## Percurso
Uma das vozes do fado, Gisela João é uma importante intérprete da música portuguesa da atualidade, reconhecida com os prêmios Blitz, Time Out, Expresso e o Globo de Ouro para Melhor Intérprete Nacional.  
A presença de Gisela em palcos nacionais e internacionais, bem como as suas atuações, foram determinantes para que se consagrasse como intérprete da música portuguesa, apresentando um Fado contemporâneo sem desvios nem artifícios, enfatizando a tradição e a autenticidade deste estilo.
Gisela começou a interessar-se pelo Fado com oito anos. Entre os 16 e 17 anos de idade, cantou para a "Adega Lusitana", em Barcelos. Em 2000, mudou-se para o Porto para estudar Design, onde começou a cantar em mais uma casa de Fado. Viveu durante seis anos no Porto para, finalmente, o canto impor a sua vontade e a levar para Lisboa.
Em 2009, gravou um álbum com o grupo Atlantihda. É um dos nomes convidados no disco de Fernando Alvim, histórico guitarrista português e "cúmplice" de Carlos Paredes, intitulado "O Fado E As Canções do Alvim" (2011). Participou como Fadista no filme "O Grande Kilapy" (2012).
Numa pequena casa “emprestada” na Mouraria, debateu-se com o peso imenso da solidão, pensou várias vezes em desistir, mas resistiu. Conquistou primeiro meia Lisboa e depois Lisboa inteira, das Casas de Fado à mítica discoteca Lux e do Pequeno Auditório do Centro Cultural de Belém ao Teatro São Luiz.

## 2013 - 2015: O álbum de estreia "Gisela João"
O ano de 2013 é o da consagração, com a edição do seu disco de estreia Gisela João que foi editado no dia 1º de Julho de 2013. Duas semanas depois, o álbum alcançaria o primeiro lugar no Top de Vendas Nacional, sendo rapidamente aclamado pela grande maioria dos críticos nacionais, considerando-o como o mais importante disco de estreia de um artista português no século XXI, distinções estas que laurearam Gisela com o Prêmio Revelação Amália, com quem o seu talento já foi comparado várias vezes.
O seu álbum de estreia foi também considerado melhor álbum nacional do ano por várias publicações de referência como a Blitz, o Expresso, o Público, a Time Out e o site Cotonete tendo atingido vendas que lhe valeram um Disco de Platina. Gisela João foi ainda distinguida com um Globo de Ouro na categoria de "Melhor Intérprete Individual" e com o prêmio José Afonso 2014, tendo o júri considerado que a fadista é "a melhor voz que já apareceu depois de Amália".
Em 2015, no mês de Janeiro, Gisela João esgota duas das mais emblemáticas salas nacionais: Coliseu do Porto e o Coliseu de Lisboa. Neste mesmo ano, ela ganhou o disco de platina para o seu álbum de estreia e inúmeros concertos e apresentações por palcos estrangeiros, passando por França, Estados Unidos, Inglaterra, Bélgica, Espanha, Suíça, Eslovênia, Alemanha, entre outros. Participou também do álbum de tributo de Amália Rodrigues, Amália: As Vozes do Fado, disco que reúne alguns dos artistas mais icônicos do Fado, onde interpreta os temas "Medo" e "Meu Amor, Meu Amor", num dueto com Camané.
O final de 2015 trouxe ainda a série de espetáculos "Caixinha de Música", uma colaboração de Gisela e do Teatro Municipal São Luiz, onde a cantora portuguesa emprestou a sua voz para homenagear alguns dos intérpretes mais importantes desde a primeira metade do século XX até aos dias de hoje, como Serge Gainsbourg, Bryan Ferry, Nick Cave, Ella Fitzgerald, Amy Winehouse, Leonard Cohen e Violeta Parra, entre tantos outros.

## 2016: "Nua"
Três anos após a edição do álbum de estreia "Gisela João", a Fadista regressou aos discos com a edição de "Nua", o seu segundo álbum, que é uma mescla de clássicos, tradicionais e obras da atualidade. Com letras e músicas de diversos compositores, entre eles, Cartola, sambista e compositor brasileiro, Carlos Paião, Alexandre O'Neill, Capicua e Alain Oulman.
"Nua" foi editado no dia 11 de Novembro de 2016 e foi considerado pela Blitz como sendo o 2º melhor álbum português de 2016 (atrás de "Capitão Fausto Têm os Dias Contados", dos Capitão Fausto).

## 2021: "Louca" e "AuRora"
Após cinco anos sem gravar, Gisela lança o videoclipe "Louca", que será um single do novo álbum a ser lançado em abril, AuRora.
Com letra e música de Marco Pombinho e arranjos de Michael League, "Louca" tem a participação dos músicos Bernardo Romão (guitarra portuguesa), Nelson Aleixo (guitarra), Francisco Gaspar (baixo), Justin Stanton (piano e teclados) e Michael League (mellotron e moog bass).
O videoclipe teve gravações em São Paulo, no Brasil, e será o primeiro de uma trilogia de vídeos que, vistos em sequência, converter-se-á numa curta-metragem a ser divulgado ainda antes do lançamento de 'AuRora'. Os próximos singles serão, respectivamente, "Já Não Choro Por Ti" e "Canção ao Coração".
Já o álbum "AuRora" foi gravado entre Lisboa e Barcelona. É o primeiro da fadista só com canções originais, e o primeiro com composições suas.

## Discografia

### A solo
Estúdio
- Gisela João (CD, Edições Valentim de Carvalho, 2013)
- Nua (CD, Edições Valentim de Carvalho, 2016)
- Aurora (2021)

Ao Vivo
- Sem Filtro (CD, Edições Blitz, 2015)
- Ao Vivo (CD+LP, Edições Valentim de Carvalo | Exclusivo Fnac, 2015)

### Colaborações
- Fernando Alvim - (2011) - Os Versos De Um Fado
- Paulo de Carvalho (2012) - Em Louvor das Santas
- Capicua (2014) - Soldadinho
- Coração d'Ouro (2015) - Coração d'Ouro
- Amália: As Vozes Do Fado (2015) - Medo / Meu Limão De Amargura (Meu Amor, Meu Amor)

## Televisão
| Ano  | Projeto                         | Notas             | Canal |
| ---- | ------------------------------- | ----------------- | ----- |
| 2017 | Just Duet - O Dueto Perfeito    | Jurada            | SIC   |
| 2021 | All Together Now                | Jurada Presidente | TVI   |
| 2021 | Portuguese Soul (1.ª temporada) | Apresentadora     | RTP2  |
| 2022 | Uma Canção para Ti              | Jurada Convidada  | TVI   |
| 2023 | Vale Tudo                       | Concorrente       | SIC   |
| 2023 | Portuguese Soul (2.ª temporada) | Apresentadora     | RTP2  |
| 2025 | The Voice Gerações              | Jurada            | RTP1  |